# Michel Ordener
Michel Ordener, né le 2 septembre 1755, à L'Hôpital dans le duché de Lorraine et mort le 30 août 1811 à Compiègne, dans l'Oise, est un général français de la Révolution et de l’Empire.

## Biographie

### Carrière sous l'Ancien Régime et la Révolution
Né dans le duché de Lorraine, il s'exprime au quotidien en Platt que ses contemporains français prennent pour un « mauvais allemand ». Il entre dans les dragons de la légion de Condé le 1er janvier 1773, brigadier le 7 novembre 1776 ; il passe le 9 décembre, avec son grade et un escadron, après la suppression de la légion, dans les dragons de Boufflers, et repasse, avec le même escadron, au 4e de Chasseurs à Cheval, devenu 10e régiment de chasseurs à cheval. Ordener obtient tout son avancement dans ce corps ; maréchal-des-logis le 1er septembre 1785, adjudant le 23 mai 1787, sous-lieutenant le 25 janvier 1792, lieutenant le 23 mai suivant, capitaine le 1er mai 1793, chef d’escadron le 9 thermidor an II, et chef de brigade le 30 fructidor an IV ; il fait les campagnes des années 1792 et 1793 à l’armée du Rhin et de la Moselle, et donne des preuves multipliées d’une brillante valeur dans les guerres de l’an II à l’an VIII aux armées du Rhin, des Alpes, d’Italie, d’Angleterre et du Danube.

### Colonel des grenadiers à cheval
Nommé chef de brigade des grenadiers à cheval de la Garde des consuls le 29 messidor an VIII, il est souvent cité avec éloges par les divers généraux commandant les divisions dont son régiment fait partie. Dans cette campagne, l’intrépide Ordener fait environ 6 000 prisonniers, prend 26 bouches à feu, la majeure partie de leurs caissons, 7 drapeaux ou étendards, environ 200 chariots chargés d’équipages, au moins 2 400 chevaux ; il a 7 chevaux tués sous lui, reçoit huit coups de sabre, dont cinq sur la tête, à l’affaire de Valevau, le 27 thermidor an VII, et trois coups de feu qui, quoique assez graves, ne le mettent pas hors d’état de pouvoir continuer ses services : le seul inconvénient qui résulte de ses blessures est une surdité périodique provenant d’un coup de boulet qui lui enlève la face droite (les "faces" sont des tresses pendant de chaque côté du visage devant les oreilles des soldats républicains et de l'Empire).

#### Arrestation du duc d'Enghien
Promu général de brigade le 11 fructidor an XI (29 août 1803), membre de la Légion d'honneur le 19 frimaire an XII, il reçoit du ministre de la guerre,  le 20 ventôse, l’ordre de se porter sur la ville d’Ettenheim pour y opérer l’arrestation du duc d'Enghien. Le général Ordener y arrive le 25, et fait cerner, de concert avec le général François Nicolas Fririon, la maison du prince, par un détachement de gendarmerie et une partie du 22e de dragons. À cinq heures et demie, les portes sont enfoncées et le duc emmené au moulin près la Tuilerie ; on enlève ses papiers, on les cachette, et l’on conduit le prince dans une charrette, entre deux haies de fusiliers, jusqu’au Rhin. Cet ordre que le ministre de la Guerre envoyait au général Ordener était la copie presque littérale de celui qu’il avait lui-même reçu du premier Consul, sous la date du 19 ventôse. Après avoir opéré l’arrestation du duc d’Enghien, Ordener ne prit aucune part ni directe ou indirecte au jugement et à l’exécution de ce prince.

#### Campagne de 1805 et dignitaire de l'Empire
Nommé commandeur de la Légion d’honneur le 25 prairial an XII, Ordener fait avec la cavalerie de la garde la campagne de l’an XIII sur les côtes de l’Océan, et passe en vendémiaire à la Grande Armée. Dans la guerre d’Autriche, ce général soutient sa réputation, et fait des prodiges de valeur à la bataille d'Austerlitz. Promu général de division le 4 nivôse an XIV (25 décembre 1805), il continue à commander les grenadiers à cheval de la Garde. Appelé au Sénat conservateur le 20 mai 1806, et nommé commandant de l’ordre de la Couronne de fer, il obtient sa retraite le 25 octobre suivant, et devient Premier écuyer de l'Impératrice Joséphine. Napoléon crée le général Ordener comte de l'Empire le 20 décembre 1808, et le nomme gouverneur du palais impérial de Compiègne le 1er mars 1810. Il y meurt dans l’exercice de ses fonctions le 30 août 1811.
Il est inhumé au Panthéon de Paris.

## Hommages

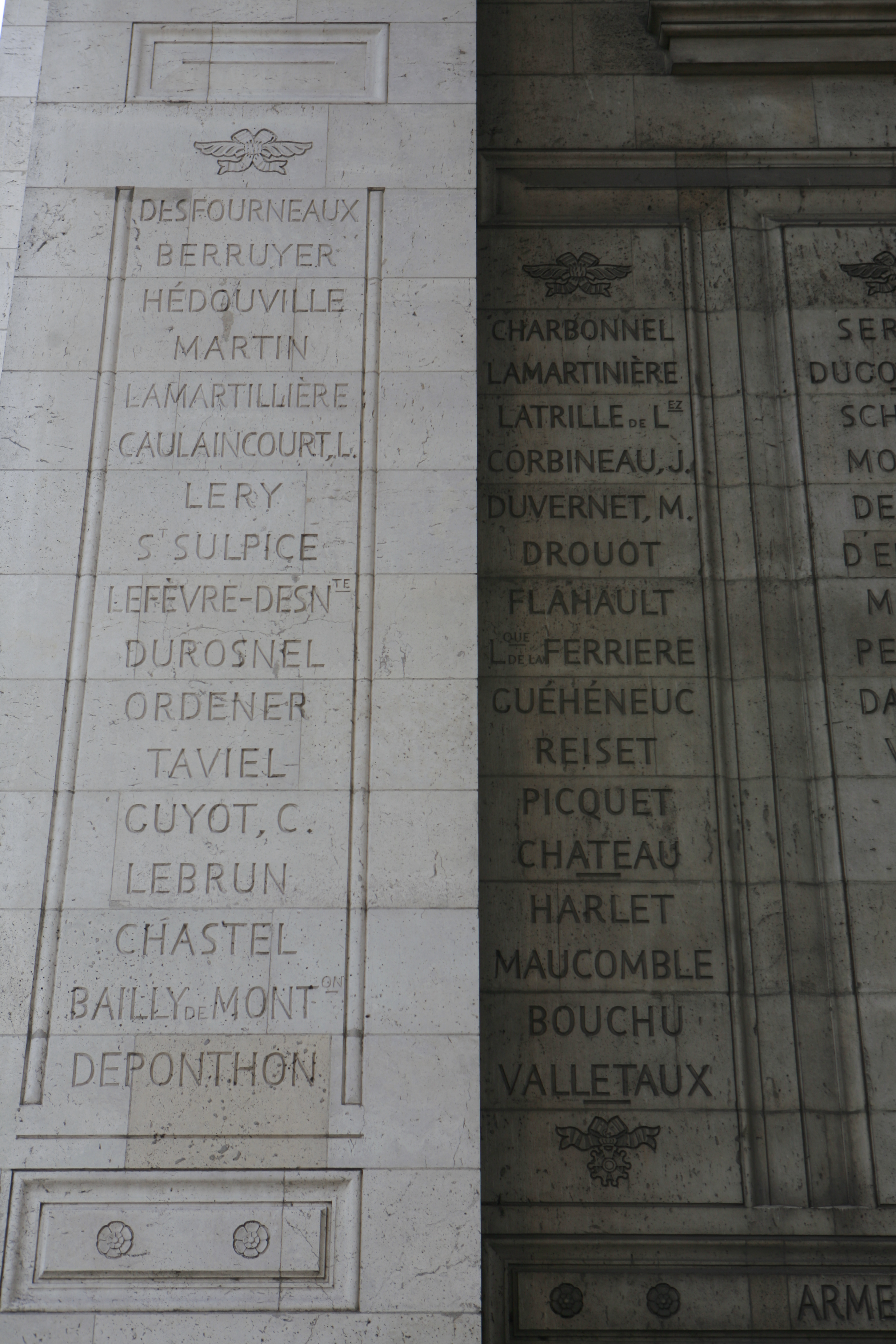
Noms gravés sous l'arc de triomphe de l'Étoile : pilier Ouest, 31e et 32e colonnes.

- Son nom est inscrit sur la 31e colonne (pilier Ouest) de l'arc de triomphe de l'Étoile.
- La rue Ordener à Paris 18e arrondissement porte son nom
- La rue Ordener, les écoles maternelle et primaire Michel-Ordener à Ris-Orangis portent son nom. Il existe par ailleurs une rue Ordener à Longwy jouxtant la Caserne Ordener qui est aujourd'hui un Lycée professionnel.
- Le Fort de Vézelois, situé dans la commune de Vézelois dans le Territoire de Belfort et faisant partie des fortifications de l'Est de type Seré de Rivières, a été rebaptisé "Fort Ordener" après le décret du 21 janvier 1887 pris par le général Boulanger.
- Quartier ORDONER à SENLIS F-60300 accueille le 7 ième Régiment de Spahis Algériens dans les années 1960.